# Estampa Popular
Estampa Popular fue una red de grupos artísticos antifranquistas de la década de los sesenta, activos entre 1959 y los primeros años de la Transición. Su obra se desarrolló principalmente en el ámbito del grabado para facilitar su producción y divulgación en la clandestinidad, en el contexto represivo del franquismo.La red contó con una estructura descentralizada y grupos autónomos en Madrid, Sevilla, Córdoba, Vizcaya, Valencia, Cataluña y Galicia.

## Trayectoria
El primer grupo de Estampa Popular fue fundado en 1959 en Madrid por el artista y militante comunista clandestino José García Ortega junto a un grupo de artistas jóvenes. El colectivo defendía un arte realista crítico y destinado al pueblo, en el contexto represivo del franquismo. Entre sus influencias se encontraba el Taller de Gráfica Popular de México y la cooperativa portuguesa Gravura.

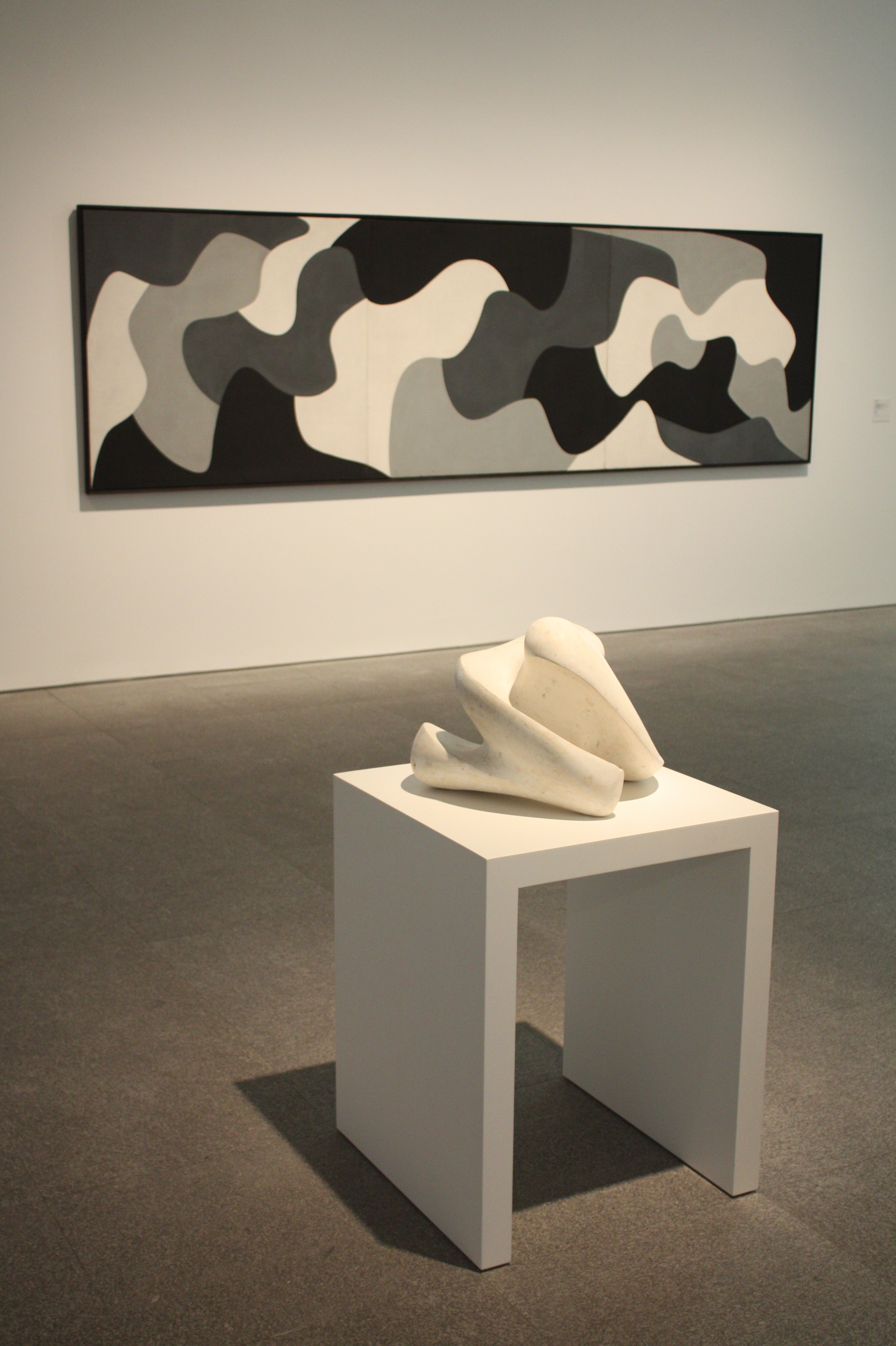
Obras de Equipo 57, algunos de cuyos miembros formaron parte de Estampa Popular de Córdoba y Valencia.

En los años siguientes surgieron agrupaciones en Sevilla (1960, con Paco Cuadrado, Paco Cortijo y Cristóbal Aguilar), Córdoba (1961, con antiguos miembros del Equipo Córdoba y el Equipo 57), Vizcaya (1961, con Agustín Ibarrola y María Dapena), Valencia (1964), Cataluña (1964, con Maria Girona y Esther Boix) y Galicia (1968).Estampa Popular organizó distintas exposiciones en el extranjero con el objetivo de dar una imagen alternativa de la realidad de España, teniendo lugar una de las primeras en la galería Epona de París en 1962.
Su obra tuvo que hacer frente a la censura del régimen franquista y las limitaciones técnicas, por lo que con frecuencia recurrieron a referencias veladas y un estilo claro y expresivo. En ocasiones, sin embargo, hicieron referencias más explícitas a temas como el incidente de Palomares o el encarcelamiento de Miguel Hernández. Las agrupaciones con frecuencia estaban interesadas en las tradiciones populares y figuras propias, como las fallas o el valenciano, bajo la influencia de Joan Fuster, las aleluyas o la figura de Castelao (en la Comunidad Valenciana, Cataluña o Galicia, respectivamente).
Su búsqueda de conectar con las clases populares les llevó a exponer fuera de galerías comerciales, y hacerlo también en centros culturales o, en el caso de Estampa Popular Galega (que también distribuyó sus gastos al modo de una cooperativa), bares y tabernas. También recurrieron a formatos como las postales, los carteles, los calendarios o portadas de revistas. En el caso de Estampa Popular de Valencia, incorporaron también elementos del cine o los cómics.

### Estampa Popular de Valencia

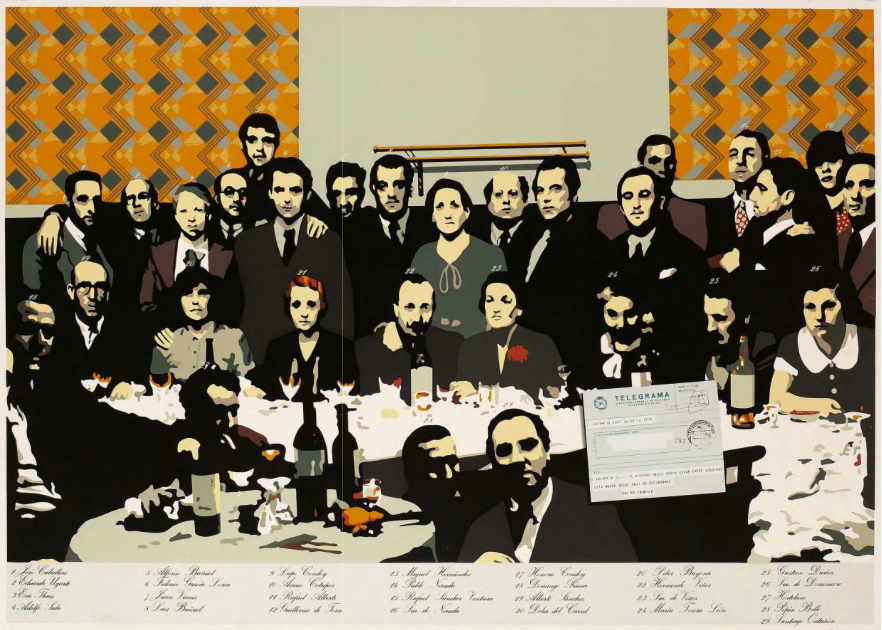
El Telegrama (1976) de Equipo Crónica, un colectivo creado por antiguos miembros de Estampa Popular de Valencia.

Uno de los grupos más activos fue Estampa Popular de Valencia. En él estuvieron activos entre otros los artistas Andreu Alfaro, Anzo, Ana Peters, José María Gorrís, José Marí, Rafael Martí Quinto, Francesc Jarque, Fernando Calatayud, Rafael Solbes, Juan Antonio Toledo, Manolo Valdés, Jorge Ballester o Joan Cardells, apoyados por el historiador y crítico de arte Tomás Llorens. Más adelante se incorporó José Duarte, procedente del Equipo 57.
En 1965 los críticos Tomás Llorens y Valeriano Bozal hacen un balance negativo de la experiencia (que no obstante continuará activa), acusándola de no ser capaz de incorporar una perspectiva realista más acorde a los nuevos tiempos, con la centralidad de elementos como los medios de comunicación de masas. En este contexto, los antiguos miembros del grupo Rafael Solbes, Manolo Valdés y Juan Antonio Toledo fundan ese año la agrupación Equipo Crónica, que practicó un lenguaje figurativo crítico con elementos del pop art, la cultura de masas y la tradición pictórica.Joan Cardells y Jorge Ballester crearon el año siguiente el Equipo Realidad, que continuó una línea comprometida similar a Crónica, y artistas como Ana Peters desarrollaron también una línea crítica propia con elementos visuales pop.

## Obra

### Antifranquismo
El objetivo de Estampa Popular de Valencia fue transmitir un mensaje crítico y social de carácter antifranquista a su ciudadanía coetánea. Para ello, utilizaron un arte figurativo, claro y directo que pudiera ser asimilado y comprendido por todos los eslabones de la sociedad, sobre todo por aquellos más populares. Su iconografía abordaba temas muy diversos, pero siempre en consonancia con los problemas que padecía la sociedad bajo la dictadura del régimen franquista.
El arte fue la herramienta de lucha que estos artistas de Estampa Popular utilizaron contra el régimen franquista del momento. Tanto que, tal y como afirmó Francesc Jarque, “(…) era la intención crítica sobre el momento que vivíamos lo que daba forma y unidad a Estampa Popular”

### Estilo
Dentro de una situación tan crítica y tensa como la que estaba viviendo España, un gran número de artistas decidieron dejar a un lado el informalismo más subjetivo que había predominado hasta entonces para unirse, a través de un estilo figurativo y claro, a esta contienda popular. 
Concretamente, Estampa Popular de Valencia se inspira en el pop art americano y anglosajón imperante en el panorama artístico internacional, aplicando dicha estética a sus objetivos personales. Por otro lado, también se inspiran en el Nuevo realismo (Nouveau Réalisme) francés y en las estampas populares mexicanas.[cita requerida]
En cuanto a sus aspectos estilísticos más concretos, el historiador del arte Ricardo Marín afirma que “la claridad y contundencia de los contenidos, tiene su correspondencia en la claridad y sencillez compositiva. Las imágenes son muy simples”. Es decir, que con ello lo que pretendían era buscar en cada caso el correcto equilibrio entre la forma, la imagen y la comunicación.